# Martin Gründler (Fußballspieler)
Martin Gründler (* 16. Dezember 1986) ist ein österreichischer Fußballspieler, der zurzeit beim SV Fernitz unter Vertrag steht.

## Karriere
Gründler begann seine Karriere bereits im jungen Alter von vier Jahren im Unter-8-Team des ESV Mürzzuschlag. Bereits mit 15 Jahren spielte Martin Gründler in der II. Kampfmannschaft (Gebietsliga Mürztal) und stieg mit 16 Jahren in die I. Kampfmannschaft des ESV Mürzzuschlag auf. Obwohl er als sehr junger Spieler in die Oberligamannschaft stieß, konnte er sich rasch in das Team einfügen und bereits nach kurzer Zeit war er Stammspieler.
Nach zahlreichen Toren und guten Leistungen gelang ihm im Jahr 2006 dann der Sprung in die Erste Liga zum DSV Leoben und bekam dort auch einen Profivertrag angeboten. In der Saison 2007/08 gelangen ihm bereits drei Tore. Das 2:1 gegen SC Austria Lustenau, das 1:0 gegen die Wiener Austria Amateure sowie das wichtige 2:1 im Auswärtsspiel gegen den SC-ESV Parndorf, der den Verbleib in der Ersten Liga für den DSV Leoben bedeutete.
Im Sommer 2009 wechselte er, nach dem Abstieg der Leobener, zum FC Gratkorn und spielte damit weiter in der Ersten Liga. Nach drei Jahren in Gratkorn, 2011 war Gründler auch mit diesem Klub in die Regionalliga abgestiegen, wechselte er im Sommer 2012 zum SC Kalsdorf.